# 河原井正雄
河原井 正雄（かわらい まさお、1954年（昭和29年）7月26日 - ）は、群馬県桐生市出身の元アマチュア野球選手、野球指導者。青山学院大学硬式野球部監督・大学野球日本代表監督等を歴任。

## 略歴

### 選手として
桐生市本町に生まれる。子どものころから稲川東一郎率いる群馬県立桐生高等学校硬式野球部に憧れ同校へ入学、1年生から中心選手として活躍する。投手として1972年夏の甲子園県大会を勝ち抜き、北関東大会準決勝に進出。足利工の石田真と投げ合うが9回サヨナラ負け、甲子園には出場できなかった。
1973年に卒業後、青山学院大学に進学し同大学硬式野球部に所属。東都大学野球リーグでは優勝に届かなかったが、同1973年春季リーグでは1年上のエース金沢真哉を擁し、深沢進（のち東芝）らとともに打線の中心となり活躍。1年生ながら首位打者となり、ベストナイン（一塁手）に選出される。1974年春季リーグでも2度目のベストナインを受賞。しかしチームは低迷が続き最下位となり、入替戦で3年生大屋好正と吉武正成の投手陣を擁する専修大に敗れ、同年秋季リーグから二部リーグに陥落した。
大学卒業後は本田技研に進み、1977年の都市対抗に三番打者、中堅手として出場。しかし1回戦で神戸製鋼の増岡義教（三菱重工神戸から補強）に完封負けを喫する。1979年の都市対抗は1回戦で日本楽器に、同年の社会人野球日本選手権も1回戦で三菱重工神戸にそれぞれ敗退。

### 指導者として
- 本田技研では4年で戦力外通告を受けマネージャーに転進。その後は青山学院大でコーチを務める。
- 1987年、青学大の監督に就任。
- 1988年、東都大学野球リーグ秋季1部リーグ戦で初優勝。
- 1993年、小久保裕紀らを擁して春季1部リーグを制し、全日本大学野球選手権大会優勝。初の大学野球日本一に導く。
- 1996年、井口資仁・澤崎俊和・清水将海・倉野信次らを擁し、2度目の大学日本一と全日本アマチュア野球王座決定戦で住友金属を破りアマチュア王座に導く。
- 1999年、当時2年生だった石川雅規をエースとして見出し、3度目の大学日本一と春秋連覇を果たす。
- 2002年、山岸穣-加藤領健の2年生バッテリーを中心に秋季リーグを亜細亜大学との同率首位で終えるも、プレーオフで永川勝浩に完封負けを喫し、優勝を逃す。
- 2003年、秋季リーグで9度目のリーグ制覇。
- 2005年、前季まで先発未経験だった3年生・高市俊をエースとして成長させ、春秋連覇。大学選手権では春季リーグの首位打者・円谷英俊をケガで欠く中でエース大隣憲司擁する近大と決勝で対戦し、春季リーグは代走1試合のみの出場にとどまった4年生の夏井一志がサヨナラ打を放って勝利。「全員野球」で4度目の大学日本一を勝ち取った。
- 2006年、春季リーグでプレーオフ（対亜大）を制し、同校初の3季連続優勝。大学選手権では決勝で大阪体育大学に敗れる。同年の大学生・社会人ドラフトでは青学大野球部から10年ぶりとなる4人（高市・ヤクルト自由枠、円谷・巨人4巡目、横川・楽天4巡目、大崎・西武6巡目）がプロに指名された。
- 2007年、第36回日米大学野球選手権大会の日本代表監督を務める。米国で行われた大会において日本チームとして初めて勝ち越し、優勝を果たした。
- 2009年、秋季入替戦で国士舘大に敗れ2部降格。
- 2014年、秋季リーグをもって退任。
- 2018年、青山学院大監督に復帰するも、同年の秋季リーグをもって再び退任。
- 退任後は、母校の群馬県立桐生高校野球部コーチに就任。

東都リーグ優勝12回。大学日本一4度（監督としては島岡吉郎（明治大学）・太田誠（駒澤大学）の5回に次ぐ）。明治神宮野球大会出場6回（うち準優勝2回）。

### その他の活動
- 2024年春からは、経済的に困窮する高校・大学の野球部員等への奨学金を提供する、「一般財団法人スポーツ未来機構」を設立し、会長に就任[5]。

## 人物
- 口癖は「しゃーこら」である。
- 夏の高校野球シーズンには、故郷群馬のローカルテレビで解説をしている。
- 大学時代、江川らが活躍する華やかな六大学リーグと2部から上がれない自分とを比べ落ち込み、野球をやめようとさえ思ったが、母親が自分に内緒で内職で学費を工面してくれていたことを知り、思いとどまった。

## キャリア・経歴
- 全日本大学野球選手権大会優勝監督
- 第36回日米大学野球選手権大会日本代表監督
- 全日本アマチュア野球王座決定戦優勝監督